# GENOVA
株式会社GENOVA（ジェノバ、GENOVA,Inc.）は、東京都渋谷区に本社を置き、メディカルプラットフォームやスマートクリニックを手掛けている企業。東京証券取引所プライム市場上場。

## 概要
2005年7月に設立。メディカルプラットフォームである「Medical DOC」の運営や、自動受付精算機やセルフ精算レジの導入などで診療機関の省力化を図ったスマートクリニックなどを手掛けている。
2025年4月には民事再生手続中のADI.Gの民事再生スポンサーとなり、同年7月1日付でGENOVAが設立したASANOがADI.Gの事業を譲受する予定である。

## 沿革
- 2005年7月 -インターネットのウェブコンテンツの開発を目的として設立。
- 2017年8月 - メディカルプラットフォームである「Medical DOC」の運営並びにスマートクリニック事業を開始。
- 2018年
  - 5月 - webマーケティング事業を新たに設立した株式会社GENOVA DESIGNに移管。
  - 12月 - 株式会社NDPマーケティングの合弁会社として株式会社GENOVAマーケティングを設立。
- 2022年12月 - 東京証券取引所グロース市場に株式を上場。
- 2023年11月 - GENOVAマーケティングの事業をGENOVA DESIGNへ譲渡。
- 2024年
  - 2月 - 株式会社GENOVAマーケティングの清算結了[7]。
  - 9月 - 東京証券取引所プライム市場に市場変更[8]。
- 2025年
  - 4月 - 民事再生手続中のADI.Gの民事再生スポンサーとなる。
  - 7月 - ADI.Gの事業をGENOVAが5月1日に設立した株式会社ASANOが譲受する予定[9]。

## 事業所
- 東京本社 - 東京都渋谷区渋谷2-21-1 渋谷ヒカリエ34F
- 名古屋支店 - 愛知県名古屋市中区錦3-24-24 錦324ビル8F
- 大阪支店 - 大阪府大阪市中央区西心斎橋1-5-5 アーバンBLD心斎橋7F
- 福岡支店 - 福岡県福岡市中央区今泉1-20-2 天神MENTビル8F
- 札幌営業所 - 北海道札幌市中央区南4条西3丁目9 北星ビル3F
- 仙台営業所 - 宮城県仙台市青葉区一番町3-1-1 仙台ファーストタワー11F
- 広島営業所 - 広島県広島市中区八丁堀15-6 広島ちゅうぎんビル8F
- 沖縄営業所 - 沖縄県那覇市松尾1-19-1 合人社沖縄県庁前アネクス3F

## 関連会社
- 株式会社GENOVA DESIGN